# ألفونس روزنبرغ
ألفونس روزنبرغ (بالألمانية: Alfons Rosenberg)‏ هو كاتب ألماني، ولد في 6 يناير 1902 في ميونخ في ألمانيا، وتوفي في 1 سبتمبر 1985 في زيورخ في سويسرا.